# Colin Joyce
Colin Joyce (Pocatello, Idaho, 6 de agosto de 1994) es un ciclista estadounidense. Desde 2024 corre en el equipo estadounidense Miami Nights.

## Palmarés
2015
- 3.º en el Campeonato de Estados Unidos en Ruta sub-23

2016
- 1 etapa del Tour de Alberta

2018
- 1 etapa de la Arctic Race de Noruega[1]

2019
- Rutland-Melton International CiCLE Classic[2]

2021
- 1 etapa de la Vuelta a Dinamarca

## Equipos
- Axeon Hagens Berman (2016)
- Rally/HPH (2017-2023)
  - Rally Cycling (2017-2018)
  - Rally UHC Cycling (2019)
  - Rally Cycling (2020-2021)
  - Human Powered Health (2022-2023)